# Господиново (Варненская область)
Господиново (болг. Господиново) — село в Болгарии. Находится в Варненской области, входит в общину Бяла. Население составляет 373 человека.

## Политическая ситуация
В местном кметстве Господиново, в состав которого входит Господиново, должность кмета (старосты) исполняет Ради Владимиров Либчев (независимый) по результатам выборов.
Кмет (мэр) общины Бяла — Анастас Костов Трендафилов (Граждане за европейское развитие Болгарии (ГЕРБ)) по результатам выборов.